# Crithmo-Limonietum gibertii
En fitosociologia Crithmo-Limonietum Gibertii és una associació descrita per Bolòs constituïda pel fonoll marí (Crithmun maritimum) i l'ensopegall (Limonium giberti). Present a zones litorals, damunt roques dels penya-segats.

## Altres espècies presents
- Reichardia picroides
- Plantago crassifolia
- Helichrysum stoechas
- Tragus racemosus
- Dorycnium hirsutum
- Salvia rosmarinus
- Sedum sediforme
- Sonchus tenerrimus